# Església de la Mare de Déu de Ljeviš
L'església de la Mare de Déu de Ljeviš, del segle xii, és a la ciutat de Prizren, a Kosovo. És un temple ortodox serbi, dedicat a la Dormició de la Mare de Déu. S'ha considerat que el bisbat esmentat en una carta de Basili II el 1018, estava establert en aquesta església o monestir. L'església original fou destruïda durant el segle xii. Fou reconstruïda per Stefan Uroš Milutin entre 1307 i 1308, com ho testimonia una inscripció al mur exterior de l'absis central:
| « | Jo, Stefan Uroš, rei creient de les terres sèrbies i el litoral, besnet de Sant Simeó Nemanja i gendre de l'emperador grec Andronic Paleòleg, he restaurat l'església de la Mare de Déu de Ljeviš a partir dels seus fonaments, i jo, Damià, humil bisbe de Prizen, hi he contribuït (estiu 1307) | » |
| — | |   |

Sota domini otomà, i després del “gran èxode” dels serbis, el 1737 va ser transformada en mesquita, essent anomena Atik (l'antiga). Tot i que van afegir un minaret al complex, els turcs no van destruir l'església, i recobriren els frescs de manera que després de l'alliberament de Prizren, el 1912, i en tornar a esdevenir un temple cristià, les valuoses pintures es van poder recuperar. Des de juny de 1999, l'Església és vigilada per les forces de la KFOR, degut a la inestabilitat política de la zona. Tanmateix, fou cremada l'any 2004 per assaltants albanesos. L'any 2006 la UNESCO va declarar l'església Patrimoni de la Humanitat, i la va incloure en la Llista del Patrimoni de la Humanitat en perill.